# 特納
特納（西班牙語：Tena）是厄瓜多爾的城鎮，也是納波省的首府，位於該國中部，距離首都基多186公里，始建於1560年11月15日，海拔高度510米，每年平均降雨量4,359毫米，人口33934。